# Artiom Jermakow
Artiom Jermakow (ros. Артём Сергеевич Ермаков, ur. 16 marca 1982 w Niżniewartowsku) – rosyjski siatkarz, grający na pozycji libero.
Jest dwukrotnym mistrzem Rosji. W 2013 roku razem z reprezentacją wygrał Ligę Światową i zdobył Mistrzostwo Europy. Był częścią reprezentacji Rosji podczas Mistrzostw Świata 2014 w Polsce.

## Sukcesy klubowe
Mistrzostwo Rosji:
- 2009, 2013, 2020
- 2004, 2005, 2016, 2017
- 2008, 2015, 2018

Puchar Rosji:
- 2007, 2012

Liga Mistrzów:
- 2008

Puchar CEV:
- 2015
- 2010

## Sukcesy reprezentacyjne
Liga Europejska:
- 2004

Liga Światowa
- 2013

Mistrzostwa Europy
- 2013

Puchar Wielkich Mistrzów
- 2013